# Francis Boespflug
Francis Boespflug est un producteur et distributeur français de cinéma d'origine germano-autrichienne, cofondateur de la société Pyramide, né le 1er septembre 1948 et mort le 6 novembre 2018.

## Biographie
Né à Strasbourg le 1er septembre 1948, Francis Boespflug y fait des études de droit. Il y programme également avec Fabienne Vonier, dont il deviendra l’époux, le cinéma indépendant Le Club, qui appartient au réalisateur Louis Malle. Au début des années 1980 il travaille aux côtés du producteur Jack Gajos à la mise en place de l’Agence Pour le Développement Régional du Cinéma. Il rejoint ensuite la distribution de films chez UGC puis auprès de Marin Karmitz chez Mk2 aux acquisitions (qu'il rejoint avec Fabienne Vonier, qui dirige la distribution).
En 1989 il fonde avec Fabienne Vonier, Louis Malle et Vincent Malle, la société de production, distribution et ventes internationales Pyramide. En son sein il produira notamment Youssef Chahine, Alain Resnais, Denys Arcand, Alejandro Gonzalez Iñarritu, Nuri Bilge Ceylan ou encore Catherine Corsini.
En 1992 il rejoint Gaumont dont il assure la programmation tandis que Fabienne Vonier prend la direction de Pyramide. Cinq ans plus tard il est nommé à la tête de la filiale française de Warner Bros. Sous sa direction, la major américaine s’engage dans la production française, avec notamment La Classe de neige de Claude Miller, La Vérité si je mens 2 de Thomas Gilou, Un long dimanche de fiançailles de Jean-Pierre Jeunet ou Coco avant Chanel d’Anne Fontaine.
En 2009 il quitte Warner Bros. et retourne chez Gaumont en tant que conseiller de la directrice générale Sidonie Dumas. En parallèle il crée sa propre société de productions, F.B. Productions, en 2011. 
En 2013 à la mort de Fabienne Vonier il reprend la tête de Pyramide.
Il meurt le 6 novembre 2018 à Paris. Il est inhumé au cimetière du Père-Lachaise où ses cendres sont déposées.